# Informationsföreläggande
Informationsföreläggande vid upphovsrättsintrång är ett beslut av domstol i ett mål om påstått upphovsrättsintrång enligt 53c § upphovsrättslagen.
I april 2004 antogs EG-direktivet 2004/48/EG om säkerställande av skyddet för immateriella rättigheter
Direktivet syftar till att skapa en skyddsnivå för immateriella rättigheter inom EU. Direktivet gäller för alla typer av immateriella rättigheter. 
Informationsföreläggande bygger på artikel 8 i direktivet. 
Informationsföreläggande kan endast meddelas av domstol i en pågående rättegång mellan rättighetshavaren, käranden, och någon som påstås ha gjort intrång, svaranden.
Informationsföreläggande är ett beslut av domstol genom vilket svaranden och andra som möjliggjort intrånget åläggs att lämna information om intrånget.
Med "andra som möjliggjort intrånget" avses internetleverantörer och sådana som möjliggör fildelning till exempel The Pirate Bay. 
Den information som avses kommer i allmänhet att bli svarandens IP-adress och abonnentens namn. 
Vid bedömningen ska domstolen göra en intresseavvägning mellan kärandens intresse av att få tillgång till uppgifterna och svarandens intresse, bland annat av skydd för sin integritet.
Det krävs därför intrång av en viss omfattning för att en kärande ska kunna få ut uppgifterna. Det kan ofta bli fallet om intrånget avser uppladdning av till exempel musikstycke eller film via Internet. Samma gäller om nedladdningen som är omfattande. 
Rör nedladdningen några få verk kommer detta sannolikt att leda till att integritetsintresset överväger. I så fall ska ansökan om informationsföreläggande ogillas. 
Sedvanlig bevisprövning ska ske. Käranden har bevisbördan och åtminstone göra troligt att ett intrång har begåtts.  
Käranden kan yrka skadestånd. 
Om någon vägrar att lämna den aktuella informationen ska domstolen kunna döma ut ett vitesbelopp som ska anpassas efter omständigheterna i det enskilda fallet.
Syftet är att göra det lättare för rättighetshavaren att väcka talan vid domstol och utreda intrång och säkra bevisning när någon begått intrång i deras immateriella rättigheter.
Informationsföreläggande är även beteckning på sådant föreläggande som kan beslutas enligt den svenska 24 § marknadsföringslagen (2008:486).
En näringsidkare som i mål inför Marknadsdomstolen låter bli att lämna väsentlig information får åläggas att lämna sådan.
I fall som inte är av större vikt får även Konsumentombudsmannen meddela informationsföreläggande enligt 28 §. 
Beslutet kan förenas med vite.

## Fotnoter
1. ↑  https://lagen.nu/1960:729#P53c
2. ↑  EUROPAPARLAMENTETS OCH RÅDETS DIREKTIV 2004/48/EG av den 29 april 2004 http://eur-lex.europa.eu/LexUriServ/LexUriServ.do?uri=OJ:L:2004:157:0045:0086:SV:PDF
3. ↑  https://lagen.nu/1960:729#P53d
4. ↑  Regeringens förslag ”Arkiverade kopian”. Arkiverad från originalet den 12 juni 2009. https://web.archive.org/web/20090612052544/http://www.regeringen.se/content/1/c6/11/31/81/465ad177.pdf. Läst 11 april 2009.
5. ↑  https://lagen.nu/2008:486#P24
6. ↑  https://lagen.nu/2008:486#P28